# Rotmeerschwalbe
Die Rotmeerschwalbe (Petrochelidon perdita) ist eine kryptische Vogelart, die nur durch ein einzelnes totes Individuum aus dem Jahre 1984 bekannt geworden ist.

## Merkmale
Das gefundene Exemplar, das sich im Natural History Museum at Tring befindet, hat eine Länge von 14 Zentimetern. Die Stirn und die Zügel sind schwärzlich. Der Scheitel ist blauschwarz. Der Rücken ist glänzend tiefblau. Das Schwanzende ist gerade, die Schwanzaußenkanten sind eckig. Das Kinn weist einen weißen Fleck auf. Kehle und Oberbrust sind blauschwarz, die restliche Unterseite ist schmutzig-weiß. Die Unterschwanzdecken sind sandfarben. Die Unterflügeldecken sind weiß. Von ihrer nächsten Verwandten, der Klippenschwalbe (Petrochelidon spilodera), unterscheidet sie sich in der Färbung und der Zeichnung von Kopf und Brust sowie durch den grauweißen Bürzel.

## Lebensraum und Lebensweise
Über Lebensraum und Lebensweise ist nichts bekannt. Möglicherweise kommt sie in Vergesellschaftung mit anderen Schwalbenarten an Klippen, bergigen Gegenden oder im offenen Grasland vor. Das im Mai gefundene Exemplar hatte gerade die Mauser vollendet. Dies lässt eine Brutzeit zu einem frühen Zeitpunkt des Jahres vermuten.

## Status
Von der Rotmeerschwalbe existiert nur der Holotypus, der im Mai 1984 am Sanganeb-Leuchtturm am Roten Meer nordöstlich von Port Sudan im Sudan gefunden wurde. Unidentifizierte Schwalben, die mehrere Male in Äthiopien (zum Beispiel 20-mal am Langano und bis zu zwölfmal im Awash-Nationalpark) gesichtet wurden, könnten möglicherweise dieses Taxon, aber auch eine bisher unbeschriebene weitere Art repräsentieren. Die Vögel aus Äthiopien wiesen eine weißliche (nicht blauschwarze) Kehle und Oberbrust, ein dunkles (nicht helles) Kinn und einen sandfarbenen bis rötlichbraunen (nicht grauen) Bürzel auf. Andererseits zeigten zwei Schwalben mit hellen Bürzeln, die auf ihrem Flug nach Dschidda beobachtet wurden, Merkmale, die auf die Rotmeerschwalbe zutreffen könnten.